# Enzo Traverso
Enzo Traverso (ur. 14 października 1957 w Gavi) – włoski historyk i dziennikarz piszący w języku francuskim.

## Życiorys
Absolwent Uniwersytetu w Genui. Doktorat w 1989 w École des hautes études en sciences sociales. Wykładowca m.in. Université Paris-VIII, École des hautes études en sciences sociales, Université de Picardie w Amiens, obecnie Cornell University. Zajmuje się historią XX wieku, zwłaszcza totalitaryzmem i Holocaustem. 

## Wybrane publikacje
- Les marxistes et la question juive. Histoire d’un débat 1843-1943, préface de Pierre Vidal-Naquet, PEC-La Breche, Paris, 1990; rééd. Kimé, Paris, 1997.
- Les Juifs et l’Allemagne. De la « symbiose judéo-allemande » a la mémoire d’Auschwitz, Éditions La Découverte, Paris, 1992.
- Siegfried Kracauer. Itinéraire d’un intellectuel nomade, La Découverte, Paris, 1994; rééd. 2006.
- Pour une critique de la barbarie moderne. Écrits sur l’histoire des Juifs et de l’antisémitisme, Cahiers libres, Éditions Page 2, Lausanne, 1997.
- L’Histoire déchirée. Essai sur Auschwitz et les intellectuels, Éditions du Cerf, Paris, 1997.
- La violence nazie. Une généalogie européenne, La Fabrique, Paris, 2002.
- La pensée dispersée. Figures de l’exil judéo-allemand, Éditions Leo Scheer, Paris, 2004.
- Le passé, modes d’emploi. Histoire, mémoire, politique, La fabrique, Paris, 2005.
- A feu et a sang. De la guerre civile européenne 1914-1945, Éditions Stock, Paris, 2007; rééd. sous le titre 1914-1945. La guerre civile européenne, Hachette-Pluriel, 2009.
- L’histoire comme champ de bataille. Interpréter les violences du XXe siecle, La Découverte, Paris, 2010; rééd. coll. Poche, 2012.
- Conversation avec Régis Meyran, Ou sont passés les intellectuels ?, éd Textuel, 2013.
- La fin de la modernité juive: Histoire d'un tournant conservateur, La Découverte, 2013.

## Publikacje w języku polskim
- Taśmowa produkcja śmierci: europejskie korzenie nazistowskiego ludobójstwa, tł. Katarzyna Bielińska, "Le Monde Diplomatique (Ed. polska)", 2008, nr 2, s. 3.
- Europejskie korzenie przemocy nazistowskiej, przeł. Agata Czarnacka, Warszawa: Instytut Wydawniczy Książka i Prasa 2011.
- Europa i walka pamięci: historia jako polityka, tł. Światosław Florian Nowicki, "Le Monde Diplomatique (Ed. polska)", 2014, nr 10, s. 36-39.
- Historia jako pole bitwy: interpretacja przemocy w XX wieku, przeł. Światosław Florian Nowicki, Warszawa: Instytut Wydawniczy Książka i Prasa 2014.